# Lee Sang-il
Lee Sang-il (en coreano: 이상일, Niigata, 6 de enero de 1974) es un director y guionista japonés. Su primera película, Chong, fue su primer cortometraje sobre la tercera generación de coreanos viviendo en Japón.
Hula Girls fue declarada como la mejor película japonesa de 2006 por Kinema Junpo, y Lee ganó los galardones de Mejor director y mejor guionista en 2007 en los Premios de la Academia Japonesa. Su largometraje de 2013, Unforgiven fue presentada en la sección de proyecciones especiales del Festival Internacional de Cine de Toronto de 2013.

## Filmografía
- Chong (2000)
- Border Line  (2002)
- 69  (2004)
- Scrap Heaven  (2005)
- Hula Girls  (2006)
- Kaidan - Horror Classics (Ayashiki Bungo Kaidan) in ep. 3 "The Nose"  (2010)
- Villain  (2010)
- Unforgiven  (2013)
- Rage  (2016)
- The Blue Hearts (Blue Hearts ga Kikoeru) - "1001 Violins  (2017)